# عتيبة بن الحارث التميمي
أبو حزرة عتيبة بن الحارث بن شهاب اليربوعي التميمي (70 ق هـ - 18 ق هـ / 553م - 604م) شاعر وقائد وفارس عربي من أبطال العرب وساداتهم المشهورين في العصر الجاهلي قبل الإسلام قال أبو عبيدة البصري: «عُتَيبة بن الحارث هو المقدم على فرسان العرب كلها في كتاب طبقات الشجعان ومقاتل الفرسان». وكان يُضَرب فيه المثل في الشجاعة والبأس قال أبو الفضل الميداني: «من أمثال العرب أفرس من سم الفرسان وهو عتيبة بن الحارث فارس تميم وكان يُسمى أيضاً صياد الفوارس». وقال الزمخشري: «كانت العرب تقول لو أن القمر سقط من السماء لما التقفه غير عُتَيبة لثقافته وفيه تضرب العرب المثل في الشجاعة فيقولون أفرس من صياد الفوارس».
وكان أبوه الحارث سيداً في بني يربوع من تميم وكذلك جده شهاب كان من الأشراف السادة الفرسان، وقد نشأ عُتَيبة نشأةً حربيةً مُنَذ صغره في كنف أبيه وجده قال أبو عبيد البكري: «يوم ملهم وفيه أوقعت بنو ثعلبة بن يربوع ببني يشكر فقتلوهم أذرع قتل، وهو أول يوم ظهر فيه عتيبة بن الحارث وكان حينها غلاماً صغيراً». وكان عُتَيبة بن الحارث سيد بني يربوع بن حنظلة من تميم وفارساً مفزعاً من فرسانهم، يركب الأهوال، ويصرع الأبطال، ويخلع القلوب، وهو أحد الحرين اللذين تخشاهما فرسان القبائل في الجزيرة العربية، وقد دافع عتيبة عن قومه وصد غزوات أعدائهم، ورحل إلى القبائل لغزوها وفك أسراهم، وشهد الكثير من أيام قومه وحروبهم ومنها يوم الغبيط، ويوم ذي طلوح، ويوم غول الثاني، ويوم الرغام، ويوم أراب، ويوم أعشاش، ويوم فلج وغيرها.

## نسبه ونشأته
- هو عُتَيبة بن الحارث بن شهاب بن عبد القيس بن كباس بن جعفر بن ثعلبة الفوارس بن يربوع بن حنظلة بن مالك بن زيد مناة بن تميم بن مر اليربوعي الحنظلي التميمي، ويُكَنى بأبي حزرة.[7] قال الآمدي: «عتيبة بن الحارث الفارس المشهور المقدم».[8] وقال أبو عبيدة: «جمع فرسان بني تميم من البطش والقوة مالم يجمعه أحد من العرب منهم: زهير بن ذؤيب العدوي، وعباد بن الحصين الحبطي، والحريش بن هلال القريعي، وشعبة بن ظهير النهشلي، وطريف بن تميم العنبري وغيرهم، وكان عتيبة بن الحارث بن شهاب أفرسهم وأشدهم بطشاً».[9]
- أمه هي مَية بنت مُعَاوية من بني جعفر بن ثعلبة الفوارس بن يربوع بن حنظلة بن مالك بن زيد مناة بن تميم بن مر اليربوعية التميمية.[10]
- وكان جده شهاب بن عبد القيس اليربوعي التميمي فارساً يُغير على قرى بني حنيفة في اليمامة وفيه يقول شاعرهم:[11]

| لعمري لقد كان الرئيس ابن جعفر |  | شهاب على أهل القرى مثل تبع |

## أخباره وفروسيته

### يوم ملهم
كان أول يومٍ شهده عُتَيبة بن الحارث هو يوم حائر ملهم وهو يومئذٍ غلام صغير لم يبلغ الحلم، وكان من خبره هذا اليوم ماذكره محمد بن حبيب قال: خرج رجلين من بني ثعلبة بن يربوع بن حنظلة بن مالك بن زيد مناة بن تميم بن مر - رهط عُتَيبة - وهما علقمة بن الحارث وأخوه عبد الله أنطلقاً في طلب إبلٍ لهما نفرت حتى وردوا ملهم من قرى اليمامة وأهلها بني يشكر بن بكر بن وائل من ربيعة فأردت بنو يشكر أسرهما فأمتنعا، وقاتلهما، فقتل بنو يشكر علقمة وأسروا عبد الله فنسبوه فأخبرهم بنسبه إلى بني ثعلبة، فقالوا ما طلبناكم بدم ومالنا بحربكم من حاجة وأخذوا على عبد الله بن الحارث عهداً أن لايخبر قومه بما حصل ثم أطلقوه، فأنطلق إلى قومه فسألوه عن أخيه المقتول، فلم يجبهم بشيء، فقال نويرة بن شداد اليربوعي أقسم بالله لقد قُتِل أخوه، وإن على صاحبكم ليمينا، فسكت ولم يكلمهم بشيء، فلما رأى بنو ثعلبة ذلك أقتصوا أثره حتى قادهم الأثر إلى أهل ملهم وهم بنو غبر بن غنم بن يشكر بن بكر بن وائل، فلما رأتهم بنو يشكر هابوهم وتحصنوا في حصونهم فأحرق بنو ثعلبة نخيلهم، فلما رأت بنو يشكر ذلك خرجوا إلى القتال وهم على كراهية، وأقتتل القوم قتالاً شديداً، فظفرت بهم بنو ثعلبة وقتلوا عمرو بن صابر اليشكري، وحمران بن عمرو اليشكري، وقَتل عُتَيبة بن الحارث يومها المثلم بن عبد عمرو اليشكري وأصابوا غنائم كثيرة. وفي هذا اليوم قال مالك بن نويرة اليربوعي:

| طلبنا بيوم مثل يومك علقمة     |  | لعمرى لمن يسعى بها كان أكرما |
| قتلنا بجنب العرص عمرو بن صابر |  | وحمران أقصدنا هما والمثلما   |
| فلله عينا من رأى مئل خيلنا    |  | وما أدركت من خيلهم يوم ملهما |

### يوم الجونين
قال المفضل بن مُحَمد: أغار عُتَيبة بن الحارث ببني ثعلبة بن يربوع على بني كلاب من بني عامر بن صعصعة فهزمهم وأخذ انعامهم، وكان أنس بن عياض الأصم السُلمي من بني رعل مجاوراً لبني كلاب، وكان بين بني ثعلبة بن يربوع وبين بني رعل رهط أنس بن عياض عهداً أن لا يسفك بينهم دم ولا يؤكل مال، فقال الكلابيون لأنس: قد عرفنا مابينكم وبين بني ثعلبة بن يربوع فأدركهم فاحسبهم علينا حتى نجمع قومنا ونحلق بهم، فخرج أنس في أثارهم ولما دنى منهم قال: يا بني ثعلبة أنا أخوكم وكنت في هؤلاء القوم فأغرتم على إبلي مع ما أغرتم عليه، فقال له عُتَيبة: حياك الله خذ إبلك، قال أنس: والله ما أعرفها وقد وعدت إخوتي وأهل بيتي أن يتبعوني وهم أعرف بها فما لبثوا حتى طلعت عليهم فوارس بني كلاب فأستقلهم حنظلة بن الحارث أخو عُتَيبة فحمل عليه الحوثرة بن قيس بن جزء بن خالد بن جعفر الكلابي وقتله، وحمل لام بن سلمة اليربوعي على الحوثرة بن قيس وأسره وأنهزمت بنو كلاب، وقتل عُتَيبة بن الحارث الحوثرة بن قيس الكلابي صبراً بأخيه، وأسر عتيبة أنس الرعلي السُّلمي وأفتدى نفسه بمائتين من الإبل.

### يوم كنهل
قال أبو عبيدة: أقبل قيس بن هجيمة وأخوه الهرماس الغساني في جيشٍ فنزلوا في كنهل قُرب بني يربوع بن حنظلة، فأغار عليهما أناس من بني ثعلبة بن يربوع وأستاقوا إبلهم وأسروا من كان في النعم، فركب قيس بن هجيمة بخيله حتى أدرك بني ثعلبة، فكر عليه عتيبة بن الحارث وتبارزاً وتجاولاً وحمل عليه عُتَيبة بن الحارث فضربه بالسيف وقتله وأقبل أخوه الهرماس بن هجيمة فوق على أخيه قيس المقتول ثم قال: يا عتيبة هل لك في المبارزة ؟ فقال عتيبة: الرجعة خير لك ! فقال أبعد قيس ! ثم شد على عُتَيبة فضربه عُتَيبة بالسيف وقتله، وقال عتيبة في قتلهما:

| كما لاقى أخا الهرماس مني |  | غداة الروع مدرعاً شليلي |

### يوم الغبيط وأسره بسطام بن قيس
قال ابن الأثير جمع بسطام بن قيس والحوفزان بن شريك ومفروق بن عمرو جموعاً عظيمة من بكر بن وائل وسارو لغزو بلاد بني يربوع بن حنظلة من بني تميم، وكان قومٍ منهم نزلوا في صحراء فلج فظفر بهم البكريون وأخذو أنعامهم وإبلهم، فأتى الصريخ بني يربوع ومن معهم من بني حنظلة من تميم فخرجوا للطلب وعلى رأسهم عتيبة بن الحارث اليربوعي حتى أدركوا بكراً عند موضعٍ يقال له غبيط المدرة في بلاد بني يربوع، وكان مع عتيبة من فرسان تميم مالك بن نويرة والأحيمر بن عبد الله المعروف بمكسر الرماح وأُسَيد بن حناءة اليربوعي، فاقتتل الفريقان في غبيط المدرة قتالاً شديداً حتى أنهزمت بكر بن وائل وتركوا مامعهم من غنائم بني يربوع وأستعاد اليربوعيين كل ما أُخذ منهم، وهرب بسطام بن قيس الشيباني، فلحق به عتيبة بن الحارث وقال له: أستأسر يا أبا الصهباء وهي كُنَيبة بسطام، فقال بسطام ومن أنت ؟ فقال: أنا عُتَيبة صياد الفوارس، فألقى بسطام سلاحه وأسره عتيبة بن الحارث وأخذه إلى منازل قومه بني ثعلبة بن يربوع، فقال له بعض قومه يا عُتَيبة أقتله فإنه فارس ربيعة ! فقال: لا فإني أمرؤ أُحب اللبن، وشد وثقاه ولم يطلقه حتى فدى بسطام نفسه بأربعمائة بعير، فجز عتيبة ناصيبه وخلى سبيله. قال أبو عبيدة: وشهد يوم غبيط المدرة الربيع، وعمارة، والحُلَيس، وجرول بنو عُتَيبة بن الحارث وكانو فرسانً.